# ウイングウォー
『ウイングウォー』（Wing War）は、1994年にセガが発売したアーケードゲームである。

## 概要
セガのシステム基板MODEL1用の3Dフライトシューティングゲームである。3Dグラフィック黎明期に登場したフライトゲームで、対戦プレイが可能なのが最大の特徴。3D機能を生かし、コックピットビューやトップビューなど4種類の視点をプレイヤーが自由に選択できる。

## ゲーム内容
最初にゲームモードを選択し、8種類の戦闘機の中から使用する機体を選択する。
ドッグファイトモード一定時間ごとに攻撃側・防御側が前後に交替し、交互に撃ち合っていく。進行方向は基本的に固定されている。操縦桿をしばらく倒しておいてから逆方向に倒す事で特殊飛行が可能。
エキスパートモードいわゆるフライトシミュレーションゲームのように、自由に方向転換できる。ただし、動き回れる範囲には制限がある。戦闘ヘリコプター・VTOL戦闘機はホバリングも可能。
いずれのモードも全4ステージ。自機の種類にかかわらず、ステージ1はレシプロ戦闘機、ステージ2は戦闘ヘリコプター、ステージ3はVTOL戦闘機との対戦となる。

## 操作方法
機銃とミサイル発射ボタンのついた操縦桿型のジョイスティックで上下左右に機体を操作する。座席左手にはスモーク発射ボタンがついたスロットルレバーがある。スモークは使用する事で対戦相手の発射したミサイルを逸らす事ができる。ドッグファイトモードではスロットルレバーによる速度調整はできない。

## 登場機体

### レシプロ戦闘機
ミサイルは誘導性能は低いが威力が大きい。
- フォッカー　　　機体が小型で当たり判定が小さく、軽快な操作性が特徴。ミサイルが超大型。
- ゼロ　　　　　　機動力が高くレバー操作に対する反応が早い。ミサイルの連射が可能。
- ライトニング　　攻撃バランス重視。大型のミサイルを搭載。
- ムスタング　　　機銃が横6連でワイドに発射され当たり判定が大きい。ミサイルは威力が低め。

### 戦闘ヘリコプター
ミサイルは同時に多数が発射され、特に横方向への当り判定が大きい。
- アパッチ　　　　機銃の連射速度が速い。ミサイルは4発同時に発射。
- ワーウルフ　　　最強の破壊力とされている。ミサイルは６発同時に発射。

### VTOL戦闘機
ミサイルは同時に2発発射され、威力は低いが誘導性能が高い。
- ハリアー　　　　初心者にも最適とされている。
- Yak-141　　　　ホバリングによる上昇スピードが速い。

## その他
筐体は後に電脳戦機バーチャロンに流用された。
スーパー32Xに移植される予定があったが諸事情で中止となった。
2006年に本作とダイナマイト刑事のサウンドトラックが発売された。(セガストアによる商品紹介)